# 林氏鱭
林氏鱭（学名：Coilia lindmani）為輻鰭魚綱鲱形目鳀科的其中一種，分布於亞洲越南、泰國、印尼蘇門答臘的淡水流域，棲息深度可達50公尺，本魚從頭向尾部逐漸變細，腹部圓潤，上頷長，胸鰭鰭條細長，有6個長的細絲，臀鰭長，並與尾鰭相連，尾鰭短小，臀鰭軟條80條，體長可達20公分，棲息在河川溪流，可作為食用魚。

## 擴展閱讀
維基物種上的相關：林氏鱭